# Mocoa
Mocoa – miasto w Kolumbii, w departamencie Putumayo. W 2005 roku liczyło 25 751 mieszkańców.